# 다리엔 국립공원

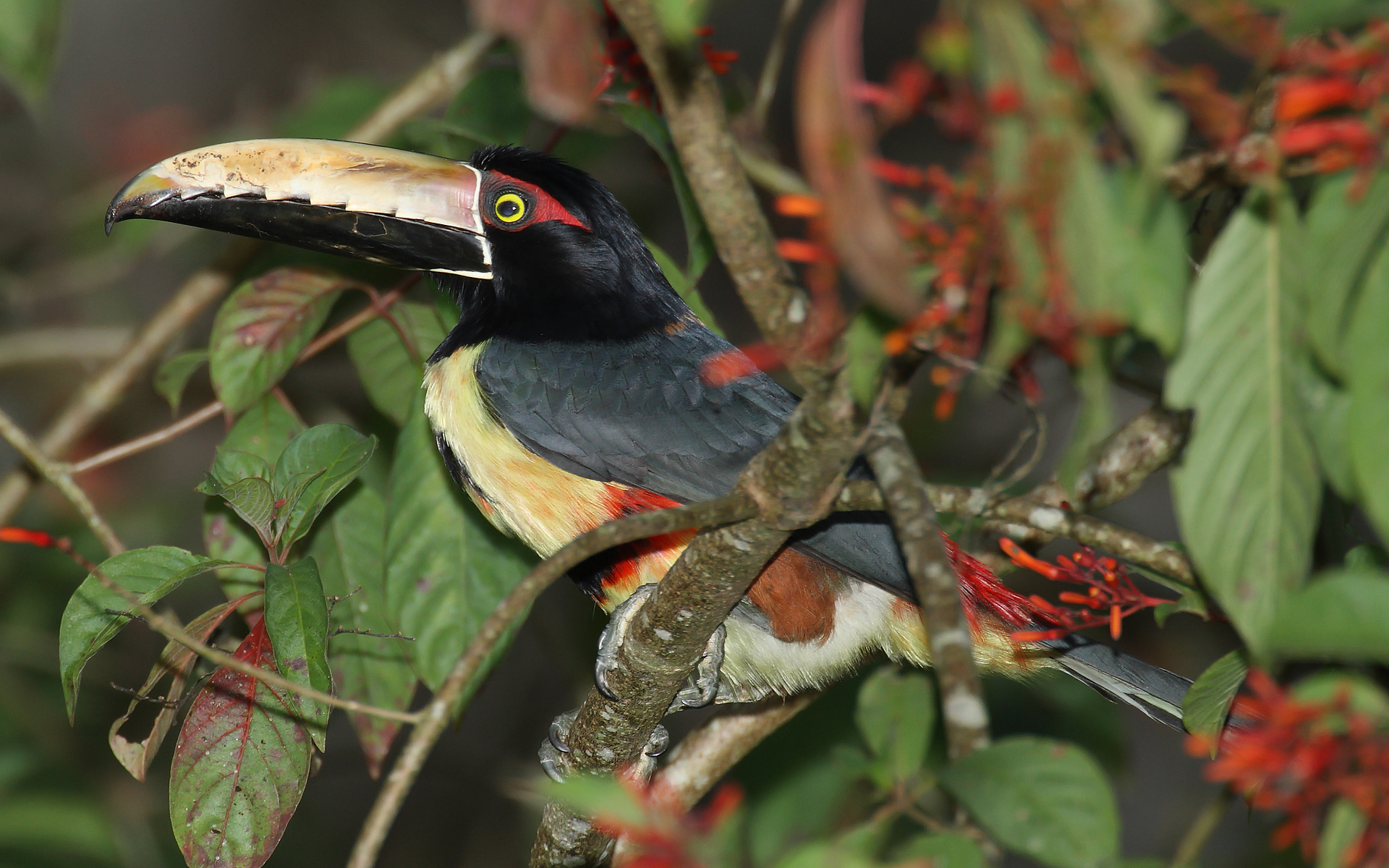

다리엔 국립공원(Darién National Park, 스페인어: Parque Nacional Darién)은 파나마에 있는 세계유산이다. 파나마시티에서 약 325킬로미터(202마일) 떨어져 있으며 파나마의 모든 국립공원 중에서 가장 광대하고 중앙아메리카에서 가장 중요한 세계유산 중 하나이다.

## 지리
다리엔 국립공원은 북아메리카와 남아메리카를 잇는 천연 다리이다. 다리엔 지방의 파나마 최남단에 위치하고 있으며 남쪽 경계는 콜롬비아-파나마 국경의 90%를 따라 뻗어 있다. 북동쪽으로 16km(9.9마일) 떨어진 카리브해와 태평양 해안을 평행으로 이루는 세라니아 델 다리엔(Serranía del Darién) 산맥 사이에 위치해 있다. 콜롬비아의 로스 카티오스 국립공원(Los Katíos National Park)과 인접해 있다.
1972년에 700,000헥타르(1,700,000에이커)의 면적이 알토 다리엔 보호림(Alto Darién Protection Forest)의 일부가 되었다. 1980년에 이 지역은 국립공원으로 지정되었다. 1983년에는 859,333헥타르(2,123,460에이커)의 면적이 유네스코 자연보전지역으로 지정되었다. 공원의 면적은 5,790km2(2,240평방마일)이다.